# لويس ماكلين
لويس ماكلين (بالإنجليزية: Louis McLane) (28 مايو 1768 - 7 أكتوبر 1857) محامي وسياسي أمريكي . تطوع في حرب 1812 وانضم إلى الحزب الفيدرالي ولاحقاً إلى الحزب الديمقراطي. انتخب نائباً في مجلس النواب الأمريكي عن ولاية ديلاوير كما أنتخب عظواً في مجلس الشيوخ الأمريكي عن الولاية. أصبح وزيراً للخزانة بين عامي 1831-1833 ثم وزيراً للخارجية بين عامي 1833-1834، كما كان سفير مفوض لدى المملكة المتحدة، ورئيس سكة حديد بلتيمور وأوهايو. وكان ماكلين عضوا بارزا خلال حرب البنوك عندما كان في مجلس وزراء الرئيس أندرو جاكسون. اتبع ماكلين نهجا أكثر اعتدالا من الرئيس تجاه بنك الولايات المتحدة الثاني، لكنه وافق على قرار جاكسون في عام 1832 بنقض مشروع قانون في الكونغرس لتجديد ميثاق البنك. وساعد أيضا في صياغة مشروع قانون القوة في عام 1833.

## روابط خارجية
- لويس ماكلين على موقع إن إن دي بي (الإنجليزية)